# Bolbocerosoma bruneri
Bolbocerosoma bruneri es una especie de coleóptero de la familia Geotrupidae.

## Distribución geográfica
Habita en Canadá  y en los Estados Unidos.